# Телефонный план нумерации Великобритании

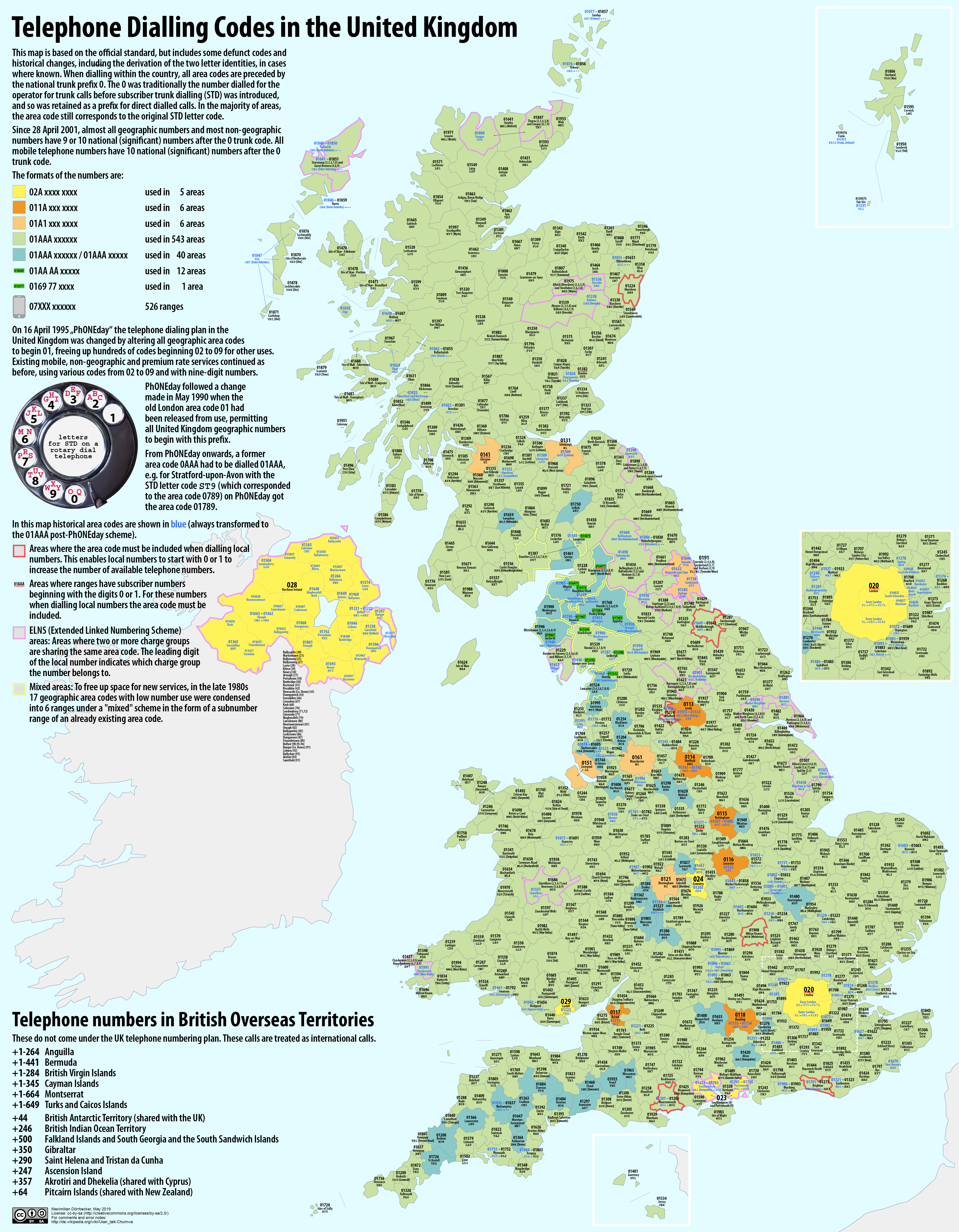

Телефонный план нумерации Великобритании — диапазоны телефонных номеров, выделяемых различным пользователям телефонной сети общего пользования в Великобритании и Шотландии, специальные номера и другие особенности набора для совершения телефонных вызовов. Все международные номера пользователей данной телефонной сети имеют общее начало +44 - называемый префиксом или телефонным кодом страны. Телефонный план нумерации регулируется Агентством связи Великобритании, также называемым Ofcom.
Международный код: +44

Префикс для совершения международных звонков: 00

Префикс для внутренних звонков: 0

## Структура
С 28 апреля 2001 почти все географические номера и большинство негеографических номеров имеют длину 9 или 10 цифр после префикса "0". Все мобильные телефонные номера имеют длину 10 цифр, не считая префикса 0. Распределение кодов в британском плане нумерации следующее:
| Префикс | Предназначение |
| ------- | --- |
| 01      | Географические номера |
| 02      | Географические номера (введены в 2000 г.) |
| 03      | Негеографические номера, тарифицируемые как вызовы на обычные номера (введены в 2007 г.)                                                            |
| 04      | Зарезервировано |
| 05      | Корпоративная нумерация и VoIP (некоторые VoIP сервисы используют зону 08 и географические номера). Бесплатные звонки — 0500                        |
| 06      | Было зарезервировано для возможного использования услугами персональной нумерации (PNS) вместо 070.                                                 |
| 07      | В основном для мобильных номеров — 071xx, 072xx, 073xx, 074xx, 075xx, 07624, 077xx, 078xx и 079xx. Персональная нумерация на 070. Пейджеры на 076xx |
| 08      | Бесплатный вызов на 080, и специальные услуги (тарифицирующиеся как местный и национальный тарифы) — 084 и 087                                      |
| 09      | Услуги за дополнительную плату |

Короткий список номеров и кодов, официально установленных Ofcom:
| Номер                  | Место             |
| ---------------------- | ----------------- |
| (020) xxxx xxxx        | Лондон            |
| (024) 7xxx xxxx        | Ковентри          |
| (029) xxxx xxxx        | Кардифф           |
| (0113) xxx xxxx        | Лидс              |
| (0114) xxx xxxx        | Шеффилд           |
| (0121) xxx xxxx        | Бирмингем         |
| (0131) xxx xxxx        | Эдинбург          |
| (0141) xxx xxxx        | Глазго            |
| (0151) xxx xxxx        | Мерсисайд         |
| (0161) xxx xxxx        | Большой Манчестер |
| (01642) xx xxxx        | Тиссайд           |
| (01223) xx xxxx        | Кэмбридж          |
| (01257) xx xxxx        | Чорли             |
| (01382) xx xxxx        | Данди             |
| (01386) xx xxxx        | Ившем             |
| (01935) xx xxxx        | Йовил             |
| (01865) xx xxxx        | Оксфорд           |
| (01772) xx xxxx        | Престон           |
| (01792) xx xxxx        | Суонси            |
| (01204) xx xxxx        | Болтон            |
| (015396) xx xxx        | Седберг           |
| (016977) xxxx or xxxxx | Брамптон          |
| (016064) xxxx or xxxxx | Хартфорд          |

В Великобритании коды зон состоят из двух, трёх, четырёх, или, реже, пяти цифр (после префикса 0). Регионы с более коротким кодом, обычно большие города, имеют больше цифр абонентского номера, что позволяет расширить номерной фонд. Местные абонентские номера отстоят из четырёх до восьми цифр. Общая длина номера — 10, в очень редких случаях длина может быть 9 цифр после префикса 0.

## Формат номеров
В Великобритании возможны следующие форматы номеров:
| Длина номера без "0" | 10 цифр | 9 цифр                                               | 7 цифр               | 3 цифры                     |
| -------------------- | --- | ---------------------------------------------------- | -------------------- | --------------------------- |
| Форматы номеров      | (01xx xx) xxxxx (01xxx) xxxxxx (01x1) xxx xxxx (011x) xxx xxxx (02x) xxxx xxxx 03xx xxx xxxx 055 xxxx xxxx 056 xxxx xxxx 070 xxxx xxxx 07624 xxxxxx 076 xxxx xxxx 07xxx xxxxxx 0800 xxx xxxx 08xx xxx xxxx 09xx xxx xxxx | (0169 77) xxxx (01xxx) xxxxx 0500 xxxxxx 0800 xxxxxx | 0800 1111 0845 46 4x | 999 112 111 123 101 118 105 |

Номера, начинающиеся на 01 могут быть длиной как 9 так и 10 цифр. Номера на 0800 содержат 10, 9 или 7 цифр. Номера на 0845 — 10 или 7 цифр. На 0500 — только 9 цифр.

### Географические номера
Коды имеют длину от 2 до 5 цифр. 
Самый старый формат номеров используется в 12 маленьких городах и деревнях, где абонентский номер имеет длину 5 цифр. Исключение составляет лишь одна зона, где абонентский номер всего 4 цифры. Такой формат номеров подразумевает пятизначный код. Все пятизначные коды имеют "материнские" коды. Так, например, у общины Хорнбай телефонный код 0152 42. Это часть нумерации Ланкастера, у которого телефонный код 01524. На практике это обозначает, что в Ланкастере телефоны не могут начинаться на 2, а также то, что телефонный план нумерации этого города имеет смешанную систему, то есть номера могут быть как пятизначными так и шестизначными.
В зонах, где абонентские номера имеют длину 6 цифр, а также в смешанных зонах, где абонентские номера могут быть пятизначными или шестизначными, принят четырехзначный код. 
Трехзначные коды всегда подразумевают семизначный абонентский номер. Все семизначные коды в британском плане нумерации имеют вид 01x1 и 011x. Первый формат используется в первой очереди крупнейших городов, которые первыми получили семизначную нумерацию. Их список:
| 0121 | Бирмингем                                                           | ранее 021 (2 = B)                             |
| 0131 | Эдинбург                                                            | ранее 031 (3 = E)                             |
| 0141 | Глазго                                                              | ранее 041 (4 = G)                             |
| 0151 | Ливерпуль                                                           | ранее 051 (5 = L)                             |
| 0161 | Манчестер                                                           | ранее 061 (6 = M)                             |
| 0171 | Использовался для Внутреннего Лондона до 2000                       | Использовался для Внутреннего Лондона до 2000 |
| 0181 | Использовался для Внешнего Лондона до 2000                          | Использовался для Внешнего Лондона до 2000    |
| 0191 | Графство Тайн-энд-Уир, восточный Дарэм, юго-восточный Нортамберленд | ранее 091 (9 = tYne)                          |

Формат кода 011x используется второй очередью крупных городов. Пятеро из них получили новую нумерацию во время PhONEday. Рединг получил ее годом позднее. Во время смены кода к старым номерам присоединилась дополнительная цифра. Ниже представлен список городов, использующие коды 011x:
| 0113 | Лидс      | ранее 0532 (53 = LE)  |
| 0114 | Шеффилд   | ранее 0742 (74 = SH)  |
| 0115 | Ноттингем | ранее 0602 (60 = NO)  |
| 0116 | Лестер    | ранее 0533 (53 = LE)  |
| 0117 | Бристоль  | ранее 0272 (27 = BR)  |
| 0118 | Рединг    | ранее 01734 (73 = RE) |

В городах, использующих двузначный код, всегда восьмизначный абонентский номер. Такие коды всегда начинаются на 02. Это новейший формат, и он используется в пяти крупнейших зонах Великобритании. Список кодов:
| 020 | Лондон            | (020) 3xxx xxxx новый диапазон с 2005. (020) 7xxx xxxx ранее 0171 и (020) 8xxx xxxx ранее 0181 |
| 023 | Саутгемптон       | (023) 8xxx xxxx ранее 01703 (70 = SO)                                                          |
| 023 | Портсмут          | (023) 9xxx xxxx ранее 01705 (70 = PO)                                                          |
| 024 | Ковентри          | (024) 7xxx xxxx ранее 01203 (20 = CO)                                                          |
| 028 | Северная Ирландия | (028) 25xx xxxx Баллимина ранее (01266) xxxxxx                                                 |
| 028 | Северная Ирландия | (028) 28xx xxxx Ларн ранее (01574) xxxxxx                                                      |
| 028 | Северная Ирландия | (028) 37xx xxxx Арма ранее (01861) xxxxxx                                                      |
| 028 | Северная Ирландия | (028) 71xx xxxx Лондондерри ранее (01504) xxxxxx                                               |
| 028 | Северная Ирландия | (028) 82xx xxxx Ома ранее (01662) xxxxxx                                                       |
| 028 | Северная Ирландия | (028) 90xx xxxx Белфаст ранее (01232) xxxxxx                                                   |
| 028 | Северная Ирландия | (028) 92xx xxxx Лисберн ранее (01846) xxxxxx                                                   |
| 028 | Северная Ирландия | (028) 95xx xxxx Белфаст новый диапазон                                                         |
| 029 | Кардифф           | (029) 2xxx xxxx ранее 01222 (22 = CA)                                                          |

### Мобильные номера
- 07xxx xxxxxx—мобильные номера и WiFi номера.

В Великобритании действуют четыре мобильных оператора (не считая MVNO): Vodafone, O2, Three и EE. Последний был образован в результате слияния Orange и T-Mobile.
С момента введения MNP определить оператора по коду стало невозможным.

### Пейджеры и персональные номера
- 07x xxxx xxxx—пейджеры и персональная нумерация (PNS).

Номера, начинающиеся на 070 и 076, часто тарифицируются по гораздо большей цене, чем вызовы на похожие по формату мобильные номера.
| 070 xxxx      | Персональная нумерация                                                            |
| 076 xxxx xxxx | Пейджеры (кроме 07624, который используется для мобильных номеров на острове Мэн) |

### Негеографические номера
| Код                                                      | Предназначение                                                                     |
| -------------------------------------------------------- | ---------------------------------------------------------------------------------- |
| 030 xxxx xxx                                             | Номера без привязки к географическим местам, оплачиваемые как внутрисетевые звонки |
| 0500 xxx xxx, 0800 xxx xxx, 0800 xxx xxxx, 0808 xxx xxxx | Бесплатный вызов                                                                   |
| 055 xxxx xxxx                                            | Корпоративная нумерация                                                            |
| 056 xxxx xxxx                                            | Различные сервисы, в том числе VoIP                                                |
| 084 xxxx xxx, 087 xxxx xxx                               | Номера, оплачивающиеся по специальным тарифам                                      |
| 0820 xxxx xxx                                            | Интернет для школ                                                                  |
| 0899 xxxx xxx                                            | Роутинговые номера                                                                 |
| 090 xxxx xxx                                             | Премиум-услуги                                                                     |

## Коронные владения
Звонки на номера этих островов оплачиваются как звонки внутри страны. 

### Гернси
| (01481) xxxxxx | Стационарная связь                                     |
| (01481) 832xxx | Стационарная связь (Sark)                              |
| (01481) 833xxx | Стационарная связь (Sark)                              |
| 07781 xxxxxx   | Мобильные телефоны и пейджеры Sure                     |
| 07839 xxxxxx   | Мобильные телефоны Airtel Vodafone                     |
| 07911 xxxxxx   | Мобильные телефоны Wave Telecom, не для Великобритании |

### Джерси
| (01534) xxxxxx | Стационарная связь                           |
| 07509 xxxxxx   | Мобильные телефоны и пейджеры Jersey Telecom |
| 07797 xxxxxx   | Мобильные телефоны и пейджеры Jersey Telecom |
| 07937 xxxxxx   | Мобильные телефоны и пейджеры Jersey Telecom |
| 07700 xxxxxx   | Мобильная сеть Sure                          |
| 07829 xxxxxx   | Мобильная сеть Airtel Vodafone               |

### Остров Мэн
| (01624) xxxxxx | Стационарная связь                                                   |
| 07624 xxxxxx   | Мобильные телефоны и пейджинговые сервисы                            |
| 07524 xxxxxx   | Дополнительный диапазон для мобильных номеров оператора Manx Telecom |
| 07924 xxxxxx   | Дополнительный диапазон для мобильных номеров оператора Manx Telecom |

## Номера специальных служб
| Телефон   | Предназначение                                                                        |
| --------- | ------------------------------------------------------------------------------------- |
| 999 и 112 | Единые бесплатные экстренные номера                                                   |
| 100       | Доступ к оператору связи                                                              |
| 101       | Вызов полиции по неэкстренным вопросам                                                |
| 111       | Вызов скорой помощи по не угрожающим жизни вопросам, а также медицинская консультация |
| 116 000   | Телефон доверия по вопросам пропавших детей                                           |
| 116 111   | Психологическая поддержка для детей                                                   |
| 116 123   | Психологическая помощь                                                                |

## Телефонные номера на зависимых территориях
Британские Заморские территории в большинстве своём не используют британский план нумерации. Звонки на такие территории оплачиваются как международные звонки. Ниже представлены коды Заморских территорий:

### Североамериканский план нумерации
- Ангилья: +1-264
- Бермудские острова: +1-441
- Виргинские острова: +1-284
- Острова Кайман: +1-345
- Монтсеррат: +1-664
- Теркс и Кайкос: +1-649

### Другие
- Британская антарктическая территория: +44 (интегрирован в британский план нумерации)
- Британская территория в Индийском океане: +246
- Фолклендские острова и Южная Георгия и Южные Сандвичевы Острова: +500
- Гибралтар: +350
- Остров Святой Елены и Тристан-да-Кунья: +290
- Остров Вознесения: +247
- Акротири и Декелия: +357 (интегрирован в телефонный план нумерации Кипра)
- Острова Питкэрн: +64 (интегрирован в телефонный план нумерации Новой Зеландии)